# Fronteira Afeganistão–Turcomenistão
A fronteira entre o Afeganistão e o Turcomenistão é uma linha de 744 km de extensão, sentido nordeste-suoeste, que separa o noroeste do Afeganistão do sudeste do Turcomenistão. No nordeste forma a fronteira tríplice Turcomenistão-Afeganistão-Uzbequistão, por onde passa o rio Amu Dária, região dos uzbeques afegãos. No sudeste forma ponto tríplice fronteiriço dos dois países com o Irã, região de pachtuns afegãos.
Separa os Estados turcomanos do sudeste, Lebap e Mary das províncias afegãs de Herat, Badghis, Fariabe, Josjã.
A fronteira se formou com a história recente dessas duas nações da conturbada região da Ásia Central soviética. O Afeganistão tem sua antiga monarquia sob tutela britânica desde a penúltima década do século XIX, ficando independente em 1919. O Turcomenistão é incorporado ao Império Russo em 1869, se separa com o evento da Revolução de Outubro de 1917. Volta a ser dominada, agora pela União Soviética, em 1924, para ser novamente uma nação com o fim da União Soviética em 1990.